# Theogonia
Theogonia är det grekiska black metal-bandet Rotting Christs nionde album. Det gavs ut i januari 2007 och är bandets första utgåva på skivbolaget Season of Mist. Producent är bandets sångare och gitarrist Sakis Tolis. Detta album är det första med gitarristen Giorgos Bokos i bandet. All text och musik är skriven av Sakis Tolis.
På en specialutgåva ingår en dvd med bilder från bandets turné i Italien, Ryssland, Brasilien och Grekland, en dokumentär kring albumets tillblivelse samt musikvideon till låten "Keravnos Kivernitos".

## Låtlista
1. Χαος Γενετο (The Sign of Prime Creation) - 3:20
2. Keravnos Kivernitos - 4:41
3. Enuma Elish  4:39
4. Gaia Tellus - 4:39
5. Helios Hyperion - 3:50
6. Nemecic - 4:16
7. He, the Aethyr - 4:34
8. Phobos' Synagogue -3:48
9. Rege Diabolicus - 2:52
10. Threnody - 5:19

## Banduppsättning
- Sakis Tolis - gitarr, sång
- Giorgos Bokos - gitarr
- Andreas Lagios - bas
- Themis Tolis - trummor